# Nuevo León
Nuevo León és un dels 31 estats que constitueixen Mèxic. Fou explorat pel franciscà Frai Diego de León i per Diego Montemayor, que fundaren el 1596 la vila de Monterrey (llavors anomenada Nueva Extremadura de Tierra Blanca, canviat més tard en honor de Gaspar de Zúñiga, comte de Monterrey, virrei de Nova Espanya).
Fou precisament el comte de Monterrey qui va donar a la regió el nom de Nuevo León, no se sap si pel Regne de Lleó o per Diego de León, encara que se suposa que fou pel primer; de fet, va ser coneguda al virregant com al Nou Regne de Lleó. Hi era designat un governador depenent del virrei de Nova Espanya.
Amb la independència de Mèxic, el 7 de maig de 1824 es va crear l'estat de Nuevo León, que corresponia territorialment al Nou Regne de Lleó, amb capital a Monterrey. El 1840, quan el president López de Santa Anna va limitar l'autonomia dels estats, Nuevo León, Coahuila i Tamaulipas van declarar-ne la independència i van formar, per poc més de 250 dies, l'efímera República del Río Grande. L'exèrcit de Santa Anna, però, va obligar els estats a reincorporar-se a Mèxic. El 1856 el governador de l'estat va annexar l'estat de Coahuila per plebiscit i es va rebel·lar una vegada més en contra del govern centralista que limitava l'autonomia dels estats, i fins i tot, es va insinuar una possible independència de Mèxic i la formació de la República de la Sierra Madre. No obstant això, l'exèrcit centralista va sufocar la rebel·lió, i l'estat de Coahuila es va separar de Nuevo León, i ambdós van romandre com a estats mexicans. Poc després, la victòria dels liberals va fer possible la restauració del federalisme. El 4 d'octubre de 1857 es va promulgar la seva primera constitució.
La població de Nuevo León és de 4 milions d'habitants. Gairebé tota la població de Nuevo León viu a l'àrea metropolitana de Monterrey, la tercera més gran i important a Mèxic.
Nuevo León és un estat molt industrialitzat, i el seu Índex de Desenvolupament Humà (HDI) és més alt que qualsevol nació de Llatinoamèrica. El municipi de San Pedro Garza-García, a l'àrea metropolitana de Monterrey, té la renda per capita més gran de Llatinoamèrica, i Monterrey, la capital, és una de les ciutats més grans del país i un important centre industrial, on es van originar corporacions internacionals com ara Cemex (la segona companyia de ciment més gran del món), Bimbo (aliments. Son nom és utilitzat també a Espanya), Maseca (producció de grans), Banorte (l'únic banc completament mexicà), Grupo Alfa (conglomerat industrial), FEMSA (Coca-Cola per a Llatinoamèrica), i la Cerveseria Cuauhtémoc-Moctezuma (que fa les cerveses Sol, Tecate, XX, Índio, Nochebuena, i altres).

## Agermanaments i convenis
L'estat té convenis amb altres estats, províncies, regions i comunitats autònomes.
- Colúmbia Britànica, Canadà
- Quebec, Canadà
- Texas, Estats Units[2]
- Catalunya, Espanya[3][4][5]
- Llombardia, Itàlia
- Estat de Mèxic, Mèxic
- Jalisco, Mèxic
- Coahuila, Mèxic